# Apanteles batrachedrae
Apanteles batrachedrae är en stekelart som beskrevs av Kotenko 1992. Apanteles batrachedrae ingår i släktet Apanteles och familjen bracksteklar. Inga underarter finns listade i Catalogue of Life.